# Marek Bocianiak
Marek Bocianiak (ur. 1958 w Łobzie) – polski aktor dubbingowy, teatralny, telewizyjny i filmowy, lektor.
W 1982 roku ukończył Państwową Wyższą Szkołę Teatralną im. Ludwika Solskiego w Krakowie.
Występował na scenach następujących teatrów:
- Teatr im. Ludwika Solskiego w Tarnowie,
- Teatr im. Wandy Siemaszkowej w Rzeszowie,
- Teatr na Woli w Warszawie,
- Teatr Kwadrat w Warszawie.

## Role dubbingowe
- 2011: Gormiti – Nauczyciel
- 2010: Stuart Malutki
- 2010: Kapitan Biceps
- 2010: True Jackson – Craig
- 2010: Liga Złośliwców – Steve
- 2010: Avengers: Potęga i moc –
  - Agent (odc. 1),
  - Sanitariusz (odc. 2),
  - Śnieżny gigant (odc. 2),
  - Oficer na Damoklesie (odc. 4),
  - Szkarłatny Dynamo (odc. 6),
  - Mandrill (odc. 8),
  - Arnim Zola (odc. 9),
  - „Pszczelarz” (odc. 10)
- 2010: Tom i Jerry i Sherlock Holmes
- 2010: Ciekawski George: Małpiszon i Gwiazdka
- 2009: Power Rangers: Furia dżungli –
  - Monkeywi,
  - Whiricane,
  - Dynamir
- 2009: Rahan: Syn czasów mroku
- 2009: Zagroda według Otisa
- 2008: Batman: Odważni i bezwzględni
- 2008: Scooby Doo i król goblinów
- 2008: SpongeBob Kanciastoporty –
  - Reporter telewizyjny,
  - Larry (odc. 45a)
  - Artur Bomert – wokalista (odc. 89b)
- 2008: Awatar: Legenda Aanga
- 2008: Byli sobie odkrywcy
- 2008: Był sobie kosmos
- 2008: W pułapce czasu – Marcus / Shingouz 1
- 2007: Sushi Pack
- 2007: Chowder
- 2006: Gruby pies Mendoza
- 2006: Krowy na wypasie
- 2006: Ciekawski George – Facet przebrany za małpę
- 2005: Kraina Elfów
- 2005: Lassie
- 2004: Batman
- 2004: Mulan II – Chien-Po
- 2001–2003: Strażnicy czasu
- 2001: Tryumf pana Kleksa
- 2001: Odjazdowe zoo
- 1999–2004: Rocket Power
- 1998: Mulan – Chien-Po
- 1998: Pocahontas 2: Podróż do Nowego Świata
- 1996–2003: Laboratorium Dextera
- 1998–2001: Dzika rodzinka
- 1997–1999: Jam Łasica – Tata Krowy i Kurczaka
- 1997–1999: Krowa i Kurczak – Tata Krowy i Kurczaka
- 1997–2004: Johnny Bravo – Pops
- 1997: Niedźwiedź w dużym niebieskim domu
- 1997: Koty nie tańczą
- 1997: Walter Melon
- 1994–1996: Iron Man: Obrońca dobra – Huragan
- 1991: Były sobie Ameryki
- 1984–1987: Łebski Harry
- 1968–1969: Odlotowe wyścigi – narrator

## Filmografia
- 2023: Sprawiedliwi.Trójmiasto - prokurator Jurgiel
- 2011: Usta usta – kupujący mieszkanie (odc. 32)
- 2009: Teraz albo nigdy! – policjant (odc. 28)
- 2007: Mamuśki – Kolski (odc. 26)
- 2007: Daleko od noszy – policjant (odc. 69)
- 2007: Odwróceni – policjant
- 2005: Na Wspólnej – ksiądz
- 2004: Kryminalni – dyżurny policjant (odc. 9)
- 2004: Samo życie – taksówkarz
- 2002: Chopin. Pragnienie miłości
- 2000: M jak miłość
- 2000: Sukces
- 1993: Bank nie z tej ziemi − Włodarski
- 1993: Czterdziestolatek. 20 lat później
- 1990: W środku Europy
- 1988: Zakole
- 1988: Pięć minut przed gwizdkiem
- 1988: Mistrz i Małgorzata jako tajniak (odc. 4)
- 1987: Śmieciarz